# Горняк (футбольный клуб, Ровеньки)
«Горняк» — украинский футбольный клуб из города Ровеньки Луганской области. Под названием «Авангард» («Авангард-Индустрия») с 1962 по 1970 и с 1994 по 2004 выступал в турнирах среди профессиональных клубов.

## История названий
- 1946—1958 —  «Шахтёр»
- 1958—1995 —  «Авангард»
- 1995—1998 —  «Авангард-Индустрия»
- 1998—2004 —  «Авангард»
- 2004—2005 —  «Авангард-Интер»
- 2005—2006 —  «Горняк-ДЮСШ»
- 2006 — настоящее время —  «Горняк»

## История
В апреле 1924 года от руководителя Шахтинского окружного Совета физкультуры тов. Ковалёва пришло распоряжение об организации физкультурной работы в городе, один из пунктов которого гласил: «Организовать две показательные футбольные команды. Одну — при центральном клубе и вторую — при местном отделении ВСТ № 2, и, если представится возможность, третью — при п-о № 1.»
На это председатель районного бюро «Спартака» Достов ответил, что в городе создано 8 команд. Сильнейшая из них официально именовалась — «1-я Ровенецкая футбольная команда «Красный горняк».
С 1946 по 1957 годы в первенстве области Ровеньки представляла команда «Шахтёр», а в 1958 в этом турнире дебютировал «Авангард», который в 1963 году впервые в истории привёз в город Кубок, а в 1964 и золотые медали чемпионата области.
В 1965 году футболисты «Авангарда» играли в розыгрыше Кубка СССР среди КФК, где заняли четвёртое место, а с ним получили переходящий Кубок журнала «Спортивные игры» и памятный вымпел Федерации футбола СССР.
Первым успехом «Авангард» на всеукраинской арене стала победа в чемпионате УССР среди КФК в 1967 году. В следующем сезоне «Авангард» стартовал среди профессионалов в классе «Б» чемпионата СССР. В классе «Б» команда провела 3 сезона и вернулась на любительский уровень.
Новый успех к команде пришёл снова в чемпионате среди КФК, который на тот момент стал называться Любительская лига Украины. В сезоне 1992—1993 «Авангард» в группе был вторым, а в следующем сезоне выиграл группу. В сезоне 1994-1995 последовал старт в Третьей украинской лиге. После первого круга команда сменила название на «Авангард-Индустрия» и завершила турнир на 7-м месте.
И вновь повышение в классе. На этот раз Вторая лига, где новичок с ходу забирается на 5-ю строчку своей группы. И вновь со второй попытки группа была выиграна.
Сезон 1997—1998 «Авангард-Индустрия» провела в Первой лиге. Такая высота оказалась ровенчанам не по зубам и по завершении сезона они оказались на 21-месте. Ниже был только северодонецкий «Химик». Последовало падение, возврат старого имени «Авангард» и 6 сезонов во Второй лиге.
В 2004 году «Авангард» объединился с луганским «Интером» в команду «Авангард-Интер». После первого круга чемпионата 2003/2004 гг. «Авангард-Интер» объединился с северодонецкой «Молнией». Во втором круге чемпионата под названием «Авангард-Интер» фактически выступала «Молния».
В 2005 году клуб возродился на базе местной ДЮСШ под названием «Горняк-ДЮСШ». В настоящее время команда носит название «Горняк» и представляет в футбольных турнирах угольное объединение ДП «Ровенькиантрацит».

## Достижения
- Победитель группы «Б» второй лиги: 1996/97
- Чемпион Украинской ССР среди КФК: 1967
- Победитель IV группы Любительской лиги Украины: 1993/94
- Серебряный призёр Любительской лиги Украины: 1992/93
- Обладатель Кубка Министерства угольной промышленности (3): 2003, 2005, 2006
- Серебряный призёр чемпионата Донбасса (1): 2013
- Победитель чемпионата Луганской области (6): 1964, 1966, 1967, 1983, 1989, 2012
- Серебряный призёр чемпионата Луганской области (2): 1980, 1992 (весна)
- Бронзовый призёр чемпионата Луганской области (1): 2006
- Обладатель Кубка Луганской области (6): 1963, 1982, 1984, 1993, 1994, 2011
- Финалист Кубка Луганской области (1): 1983